# Піщанкові
Піщанкові (Gerbillinae), також відомі як «пустельні щури» — підродина гризунів родини мишевих (Muridae).
Включає близько 110 видів, поширених в Африці та теплих районах Азії.
Більшість ведуть денний спосіб життя, всеїдні. Живуть піщанки 3–4 роки. Вага близько 70–120 грамів, довжина 150–300 мм. Самці більші за самок. Живляться насінням злаків і зеленими частинами рослин, хоча не відмовляться і від дрібного комахи. Піщанки риють нори. Живуть сімейними колоніями — батько, мати і кілька виводків. Сімейні пари утворюють на все життя. Термін вагітності — близько 25 днів. Самця від самки не відсаджують тому, що він допомагає їй виховувати нащадків. Піщанки легко приручаються, від них майже немає неприємного запаху і вони дуже рухливі.

## Триби й роди
Ammodillini
- Ammodillus

Desmodilliscini
- Desmodilliscus
- Pachyuromys

Gerbillini
- Gerbillus — піщанка
- Microdillus
- Brachiones
- Meriones
- Psammomys
- Rhombomys
- Sekeetamys

Gerbillurini
- Desmodillus
- Gerbilliscus
- Tatera

Taterillini
- Taterillus